# 米納勒爾縣 (內華達州)
米納勒爾縣（英語：Mineral County）是美国内华达州西部的一個縣，西南鄰加利福尼亚州，面積9,876平方公里。根據2020年美國人口普查，共有人口4,554人。縣治霍索恩。該縣成立於1911年2月10日，縣名來自周圍豐富的礦藏。